# Real Expedición Filantrópica de la Vacuna

Recorrido de la expedición.

La Real Expedición Filantrópica de la Vacuna, también conocida como Expedición Balmis en referencia al médico español Francisco Javier Balmis, fue una expedición de carácter filantrópico que dio la vuelta al mundo y duró desde 1803 hasta 1806. Su objetivo era en principio que la vacuna de la viruela alcanzase todos los rincones del Imperio español, ya que la alta letalidad del virus estaba ocasionando la muerte de miles de niños.
El rey Carlos IV apoyó y sufragó con fondos públicos al médico de la corte, el doctor Balmis, en su idea de una vacunación masiva de niños a lo largo del imperio, ya que su propia hija, la infanta María Teresa, había fallecido a causa de la enfermedad.
Se calcula que a finales del siglo XVIII morían anualmente por viruela en Europa unas 400 000 personas. Se considera la primera expedición sanitaria internacional de la historia. Se puede entender globalmente como «una caravana infantil con rumbo al Nuevo Mundo para transportar la vacuna, viva en los cuerpos de una docena de niños cuya idea original fue del doctor Rafael Malaguilla pero que no tuvo financiación para llevarla a cabo; y prevenir las epidemias de viruelas. Dando como resultado uno de los viajes más extraños que tiene como protagonista a la medicina y a la ciencia en el siglo XIX». Más de 300 000 personas fueron vacunadas en toda Cuba. En el Virreinato del Perú se logró vacunar a 22 726 personas según Gonzalo Díaz de Yraola.

## Inicios

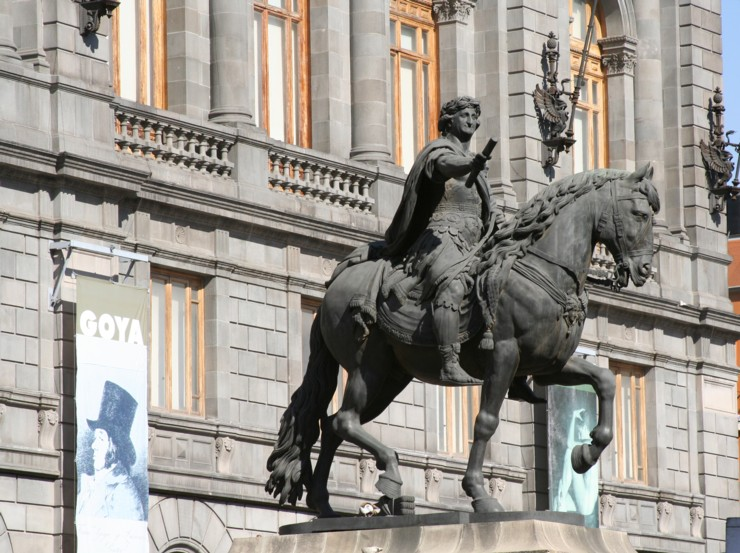
Estatua ecuestre de Carlos IV de Manuel Tolsá, Ciudad de México.

Antes de que se descubriera la vacuna propiamente dicha, gracias a la cual se ha conseguido erradicar la viruela, se utilizaba una técnica conocida como variolación. Consistía en extraer, a una persona que estuviera ya en la última fase de la enfermedad, líquido de sus pústulas e inoculárselo a otra persona, mediante una incisión hecha en el brazo. El receptor se infectaba, pero rara vez moría, al recibir una dosis reducida del virus.
En 1796 durante el momento de mayor extensión del virus de la viruela en Europa, un médico rural inglés, Edward Jenner, observó que las ordeñadoras de vacas lecheras adquirían ocasionalmente una especie de «viruela de vaca» o «viruela vacuna» (cowpox) por el contacto continuado con estos animales, y que era una variante leve de la mortífera viruela «humana», contra la que quedaban así inmunizadas. Adaptó la técnica de la variolación, extrayendo el líquido de las pústulas de la ubre de una vaca enferma para inoculárselo a James Philips, un niño de 8 años. El pequeño mostró síntomas de la infección de viruela vacuna, pero mucho más leve, y no murió. El resto de los niños inoculados respondieron sorprendentemente bien y quedaron inmunizados contra la viruela humana. Pero Jenner hizo otro importante descubrimiento: se dio cuenta de que esta infección podía transmitirse de una persona a otra. En el lugar en el cual se había introducido el líquido, el receptor desarrollaba pústulas; y el líquido que se acumulaba podía extraerse y emplearse para administrar nuevas vacunas.
Lo que resultaba difícil en aquella época era mantener en condiciones el suero de vacunación, que solo surte efecto mientras estén activos los virus que contiene. Hoy tenemos cámaras de refrigeración, pero entonces, para lograr que se conservara tan solo unos diez días, lo que se hacía era empapar algodón en rama con el fluido, situarlo entre dos placas de vidrio y sellarlo con cera. Esto era lo que se hacía en Europa; pero cruzar el Atlántico suponía saltarse, con mucho, la fecha de caducidad. En América no había vacas con las que se pudiera practicar la variolación. Era justamente a América a donde el rey de España Carlos IV, que había perdido por culpa de la viruela a una de sus hijas, María Teresa (1791-1794), quería llevar la vacuna. Esta había llegado a España en 1800, concretamente a Puigcerdá, de la mano del doctor español Francisco Piguillem i Verdacer. Francisco Javier de Balmis, alicantino y médico de corte, tradujo al español el libro del francés Jacques-Louis Moreau de la Sarthe, en el cual se detallaba el procedimiento para vacunar.
Existen precedentes a la propuesta de Balmis para llevar la vacuna a Hispanoamérica como la que emitió el 24 de agosto de 1802 Rafael de Malaguilla, cirujano de treinta y tres años que había ejercido en Andalucía, pero residente por entonces en Madrid, y que avaló el militar Arturo O'Neill. Fue desechada por el tribunal del protomedicato por la falta de experiencia del solicitante y la recepción de otros planes como el del médico hispano guatemalteco José Felipe Flores o el del propio Balmis. La lucha contra la viruela además había cobrado fuerza en los últimos años del siglo XVIII en América ya que el Rey había solicitado trabajos médicos que busquen realizar reformas para mejorar la salud pública y enfrentar la enfermedad como fueron Reflexiones acerca de las viruelas de Eugenio de Santa Cruz y Espejo en Nueva Granada o la Instrucción que puede servir para que se cure a los enfermos de las viruelas epidémicas por José Ignacio Bartolache en Nueva España. Ambos publicados en 1785 y 1779 respectivamente.
Cinco años después de la publicación de este descubrimiento, en 1803, Carlos IV, aconsejado por Balmis, mandó organizar una expedición para extender la vacuna a todos los dominios de Ultramar (América y Filipinas). La intención no era solamente vacunar a la población local, sino establecer juntas de vacunación en las ciudades visitadas que garantizasen la conservación del fluido y la vacunación a las generaciones futuras. En 1805, con la aprobación de la Junta de Cirujanos de la Cámara, se promulgó una real cédula mandando que en todos los hospitales se destinase una sala para conservar el fluido vacuno.
El principal problema que se le planteaba a Balmis, a quien se le confió esta misión, era cómo conseguir que la vacuna resistiese todo el trayecto en perfecto estado. La solución se le ocurrió al mismo Balmis, y podría denominarse transporte humano en vivo. Iría a bordo un grupo de personas no vacunadas. A dos de estas se les inocularía el virus y se los separaría del resto. Hacia el final del proceso patológico se les extraería líquido de sus pústulas, destinado a las siguientes dos personas, y así sucesivamente hasta llegar a Sudamérica. No se buscaron voluntarios para esta cadena humana de virus; Balmis optó por llevar consigo 22 niños huérfanos (expósitos) de entre tres y nueve años.

## Desarrollo

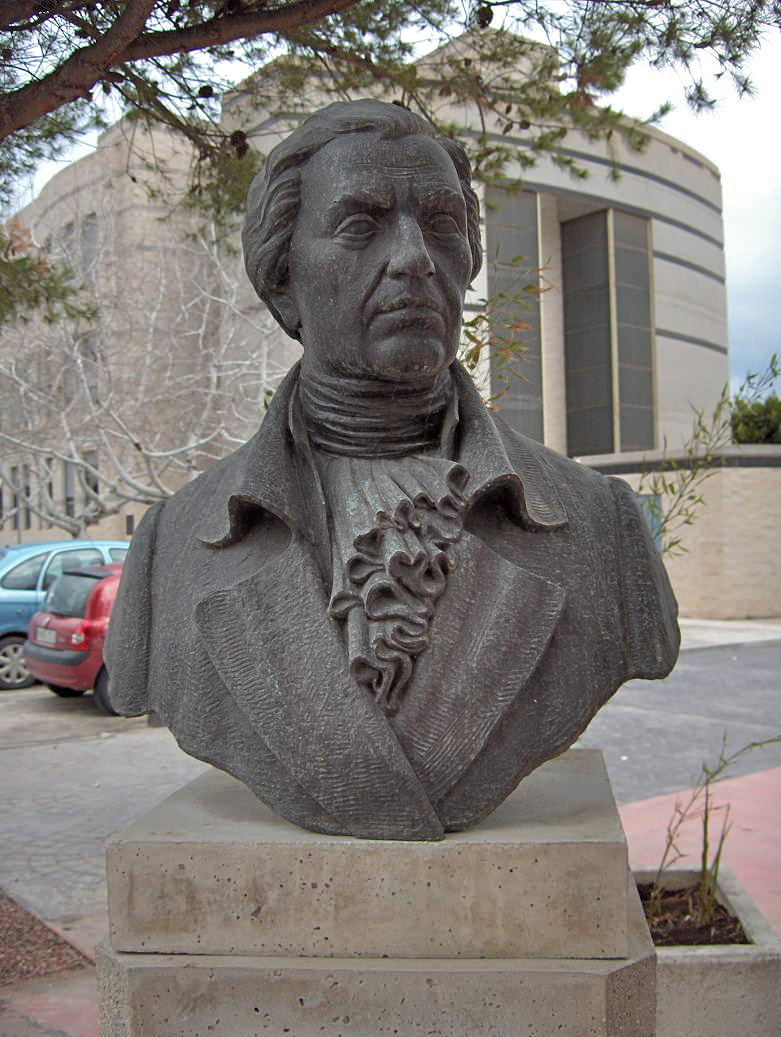
Busto de Francisco Javier Balmis en la Facultad de Medicina de la UMH en San Juan de Alicante.

La operación comenzó con el flete de la corbeta María Pita que llevaba a los veintidós niños; Balmis, dos médicos asistentes, dos prácticos, tres enfermeras y la rectora del orfanato Casa de Expósitos de La Coruña Isabel Zendal Gómez.
El 30 de noviembre de 1803 zarpó el navío con 37 personas desde el puerto de La Coruña. Entre los veintidós niños había seis venidos de la Casa de Desamparados de Madrid, otros once del Hospital de la Caridad de La Coruña y cinco de Santiago. La vacuna debió ser llevada por niños que no hubieran pasado la viruela, y se transmitió de uno a otro cada nueve o diez días. Niños entre los que se encontraba el propio hijo de Isabel, Benito Vélez, de nueve años, y Andrés Naya (8 años), Antonio Veredia (7 años), Cándido (7 años), Clemente (6 años), Domingo Naya (6 años), Francisco Antonio (9 años), Francisco Florencio (5 años), Gerónimo María (7 años), Jacinto (6 años), José (3 años), Juan Antonio (5 años), Juan Francisco (9 años), José Jorge Nicolás de los Dolores (3 años), José Manuel María (6 años), Manuel María (3 años), Martín (3 años), Pascual Aniceto (3 años), Tomás Melitón (3 años), Vicente Ferrer (7 años), Vicente María Sale y Bellido (3 años) y un niño más (de nombre desconocido) que falleció durante el viaje.

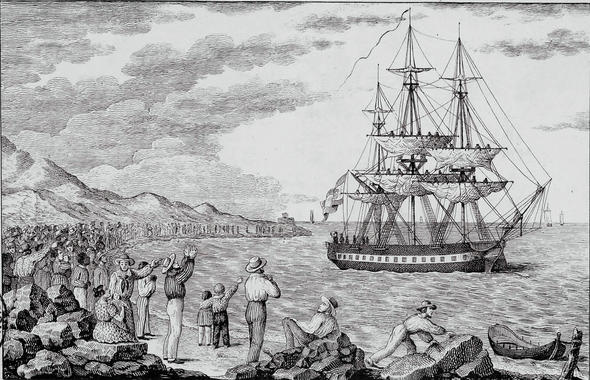
La corbeta María Pita, fletada para la expedición, partiendo del puerto de La Coruña en 1803 (grabado de Francisco Pérez).

Las normas de la expedición indicaban claramente el cuidado que los niños debían recibir. Ninguno de ellos regresó a Galicia.

[...] Serán bien tratados, mantenidos y educados, hasta que tengan ocupación o destino con que vivir, conforme a su clase y devueltos a los pueblos de su naturaleza, los que se hubiesen sacado con esa condición.
Normas que regulaban cuestiones de la Real Expedición

Cada niño recibió un hatillo que contenía dos pares de zapatos, seis camisas, un sombrero, tres pantalones con sus respectivas chaquetas de lienzo y otro pantalón más de paño para los días más fríos. Para el aseo personal: tres pañuelos para el cuello, otros tres para la nariz y un peine; y para comer: un vaso, un plato y un juego completo de cubiertos.
La misión consiguió llevar la vacuna hasta las islas Canarias, Venezuela, Colombia, Ecuador, Perú, Nueva España, las Filipinas y China. El barco llevaba instrumental quirúrgico e instrumentos científicos, así como la traducción del Tratado práctico e histórico de la vacuna, de Moreau de la Sarthe, para ser distribuido por las comisiones de vacunación que se fundaran.
La expedición llegó a Santa Cruz de Tenerife, donde pasó un mes vacunando, y salió de Canarias el 6 de enero de 1804, llegando a Puerto Rico el 9 de febrero de 1804. No se necesitó vacunar a la población de Puerto Rico ya que la vacuna había sido llevada a la isla desde la colonia danesa de Santo Tomás. 

### Capitanía General de Venezuela
El 20 de marzo de 1804 la expedición llegó a Puerto Cabello, Capitanía General de Venezuela. Balmis se trasladó a Caracas, donde instaló la Junta Central de la Vacuna con el apoyo de José Domingo Díaz y Vicente Salias la primera del continente americano cuyo reglamento serviría como modelo para otras poblaciones. El poeta venezolano Andrés Bello escribió incluso una «Oda a la vacuna» en 1804.

Jenner es quien encuentra bajo el techo

de los pastores tan precioso hallazgo
Él publicó gozoso al universo
la feliz nueva,
y Carlos distribuye
a la tierra la dádiva del cielo

La expedición se dividió en La Guaira:
Balmis fue a La Habana y luego José Salvany, el segundo cirujano, se adentró en la Nueva Granada (actuales Colombia,Venezuela, Ecuador y Panamá). 

### Capitanía General de Cuba
El 26 de mayo de 1804 Balmis, a bordo del Maria Pita, llegó al puerto de La Habana, quedando sorprendido al observar que la vacunación contra la viruela ya había sido llevada a cabo gracias a la actividad de Tomás Romay. Viajaban con un total de 27 niños, 21 de ellos gallegos y los 6 restantes unidos a la expedición en La Guaira, estos últimos a cargo de Balmis hasta que se tuviera conocimiento de un barco de regreso a Venezuela. Balmis que mantuvo una buena relación con Romay, propuso la creación de una Junta Central de Vacunación en La Habana, que fue establecida el 13 de julio de 1804.

### Virreinato del Perú
Desde la Nueva Granada Salvany se dirige a los actuales Perú, Chile y Bolivia. Tomó siete años recorrer el territorio, y los esfuerzos del viaje se llevaron la vida del propio Salvany, que murió en Cochabamba en 1810.

### Vireeinato de Nueva España (1805)
En el territorio del actual México, Balmis recogió veintiséis niños para que mantuvieran la vacuna viva durante la travesía del océano Pacífico, a bordo del galeón Fernando de Magallanes del Galeón de Manila. Partieron el 8 de febrero de 1805 del puerto de Acapulco rumbo a Manila, llegando a dicha ciudad el 15 de abril de 1805.

### Capitanía General de Filipinas

Recorrido de la expedición en las Filipinas.

En las Filipinas la expedición recibió una importante ayuda de la Iglesia local para organizar las vacunaciones de indígenas. El 14 de agosto de 1809 el grueso de la expedición regresó a Acapulco, mientras Balmis, descartando volver a tierras novohispanas, siguió avanzando hacia la China. Isabel permanecería en Puebla con su hijo; ya no volverían a España.

### China
Conociendo que la vacuna no había alcanzado China, Balmis solicitó permiso para marchar hacia Macao, permiso que le fue concedido, partiendo de Manila el 3 de septiembre de 1805.
Balmis arribó finalmente, y tras un accidentado viaje a la colonia portuguesa de Macao, el 5 de octubre de ese mismo año se adentró en territorio chino. Vacunó a la población de varias ciudades hasta llegar a la provincia de Cantón.

### Regreso a España
En su camino de vuelta a España, Balmis consiguió convencer a las autoridades británicas de la isla Santa Elena (1806) para que accediesen a la vacunación de la población, y arribó posteriormente a Lisboa el 14 de agosto de 1806.
El propio descubridor de la vacuna de la viruela Edward Jenner escribió sobre la expedición:

No puedo imaginar que en los anales de la Historia se proporcione un ejemplo de filantropía más noble y más amplio que este.

Sobre el mismo hecho Alexander von Humboldt escribía en 1825:

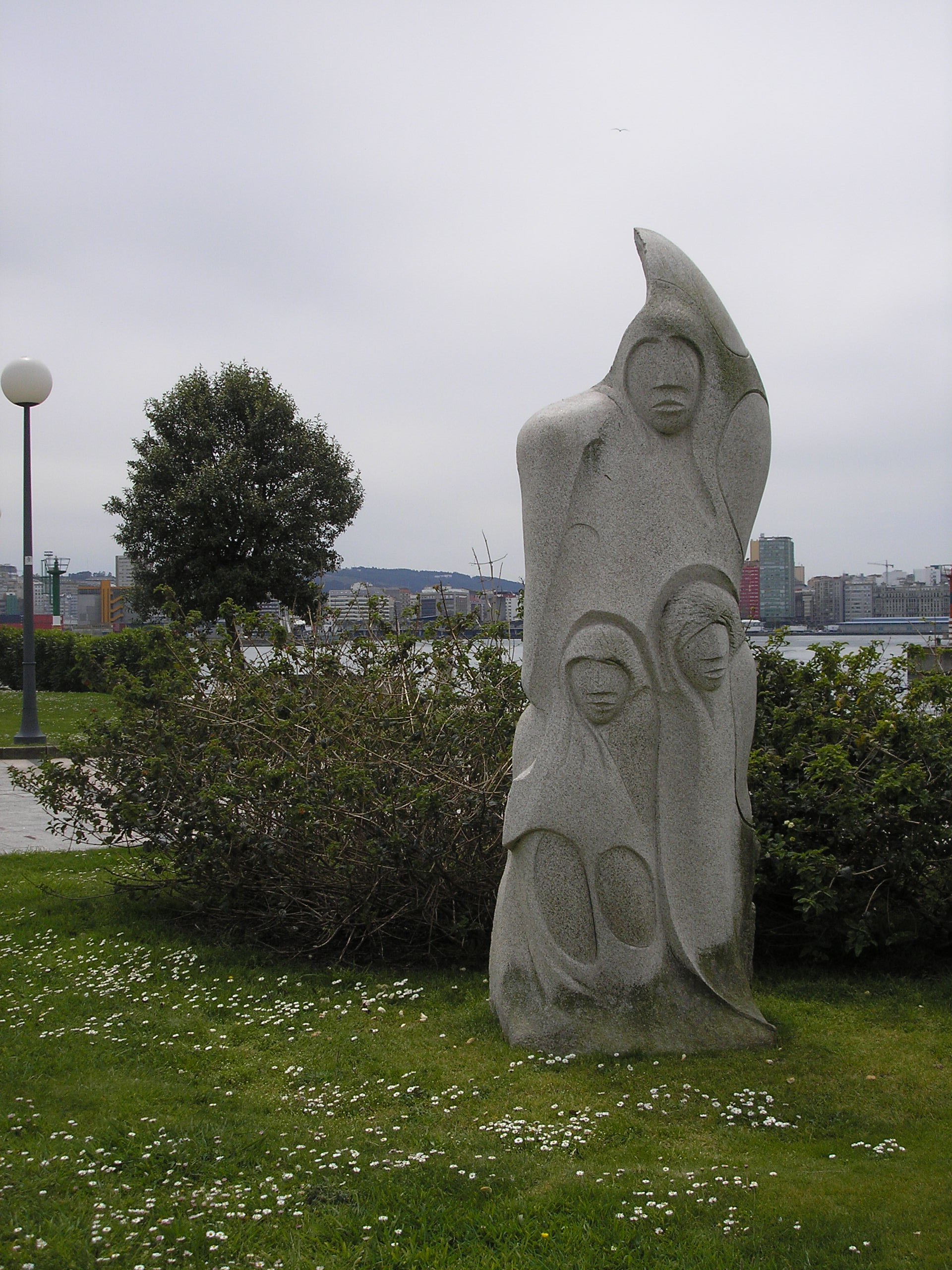
Monumento en el puerto de La Coruña en homenaje a los niños de la expedición.

Este viaje permanecerá como el más memorable en los anales de la historia.

## La expedición en la ficción
- 2006: La novelista dominicano-estadounidense Julia Álvarez escribió un relato de ficción sobre la expedición desde la perspectiva de la rectora del orfanato, Isabel Zendal Gómez, en Saving the World (2006).
- 2010: La expedición fue recreada también por la escritora madrileña Almudena de Arteaga en su novela Ángeles custodios, de 2010.[25]
  - 2016: La película de TVE 22 ángeles, de Miguel Bardem, está basada en la novela Ángeles custodios (2010).[26]
- 2011: Esta expedición es el tema central de la novela de Antonio Villanueva Edo Los héroes olvidados (2011).
- 2013: El escritor zaragozano Javier Neveo novela la expedición, narrada por uno de los niños, en Los niños de la vacuna (2013).[27]
- 2015: El escritor y periodista Javier Moro escribió dicho año una novela sobre la historia de estos niños, llamada A flor de piel. Una novela llena de aventuras donde la figura principal es Isabel Zendal y sus viajes por las colonias españolas portando la vacuna de la temida viruela.[28]
- 2017: La escritora española María Solar relata en su libro Los niños de la viruela (ISBN 978-84-698-3355-1) la historia de Isabel Zendal Gómez como directora del orfanato Casa de Expósitos, y de cómo pasó a formar parte de la expedición.
- 2018: Se publicó el cómic Nuevo Mundo. Isabel Zendal en la expedición de la vacuna (ISBN 978-84-94954-91-7) cuyo autor es El Primo Ramón.
- 2021: Correos emitió un sello dedicado a Francisco Javier de Balmis y Berenguer.[29]